# Abdulrahman Al-Roomi
Abdulrahman Al-Roomi (28 ottobre 1969) è un ex calciatore saudita, di ruolo difensore.

## Carriera

### Nazionale
Ha partecipato a tre edizioni dei Mondiali Under-20 (1985, 1987 e 1989) ed alla Coppa d'Asia 1992.